# CinéGroupe

CinéGroupe канадська анімаційна студія, розташована в м. Вестмаунт, провінція Квебек, Канада. Компанію засновано в 1974 році. Телепроєкти та фільми компанії транслювались в понад 125 країн світу.
Найбільш відомі проєкти компанії CinéGroupe, які включають мультсеріали Що з Енді?, Дітки з класу 402, and Свин Сіті транслювались на телеканалах Fox Kids/Jetix. 
В серпні 1998 року компанія Fox Family Worldwide придбала 20% пакет акцій компанії. При цьому мажоритарним власником акцій компанії залишилась Lions Gate Entertainment.
В 2002 році компанія об'єдналась з Les Disques Star Records Inc. для створення компанії, яка мала поширювати продукції студії, яка отримала назву CinéGroupe/Star. Співпраця скінчилась у січні 2004 року.
В теперішній час CinéGroupe бере участь в створенні анімаційного серіалуTshakapesh, що транслюється з 2018 року.
Для поширення своєї відеопродукції компанія CinéGroupe співпрацює з HG Distribution (Henry Gagnon Distribution). Однак такі анімаційні серіали, як Поганий пес, Сімейка Тофу та ще частина продукції в каталозі для дистрибуції не значиться. 

## Вибраний каталог продукції
- Принцеса Сіссі Saban's Princess Sissi (1997–1998, в співпраці з Saban Entertainment та Saban International Paris)
- Поганий пес (Bad Dog) (1998–2000, в співпраці з Saban Entertainment)
- Дітки з класу 402 (The Kids from Room 402) (2000–2001, в співпраці з Saban Entertainment)
- Вуншпунш (Wunschpunsch) (2000, в співпраці з Saban Entertainment та Saban International Paris)
- Джим Ґудзик і машиніст Лукас (Jim Button) (2000–2001, в співпраці з Saban Entertainment, Saban International Paris, ARD/DEGETO та EM.TV)
- Що з Енді? (What's with Andy?) (2001–2007, в співпраці з Saban Entertainment (1-й сезон)[7] та SIP Animation (2-й сезон))
- Свин Сіті (Pig City)  (2002–2004)
- Сімейка Тофу (The Tofus) (2004–2005, в співпраці з SIP Animation)
- Tshakapesh[8] (2018)

## Зовнішні джерела
- CinéGroupe на сайті Internet Movie Database